# Zhang Yali
Zhang Yali (xinès: 張亞黎)  (valor desconegut, 24 de febrer de 1964) és una ex-remadora xinesa que va competir sota bandera durant les dècades de 1980 i 1990.
El 1988 va prendre part en els Jocs Olímpics de Seül, on guanyà la medalla de bronze en la prova del vuit amb timoner del programa de rem.